# Latto
Alyssa Michelle Stephens (sinh ngày 22/12/1998), nghệ danh Latto hay Big Latto (trước đó là Mulatto), là nữ rapper đến từ Atlanta, Georgia, Mỹ. Cô xuất hiện lần đầu trong cuộc thi truyền hình thực tế The Rap Game năm 2016 với nghệ danh Miss Mulatto và giành chiến thắng trong mùa đầu tiên của chương trình này.
Sau khi phát hành đĩa đơn đầu tay năm 2019, "Bitch from da Souf", Latto ký hợp đồng với hãng đĩa RCA Records. Bài hát từng vươn lên vị trí 95 trên bảng xếp hạng Billboard Hot 100. Năm 2020, Latto phát hành đĩa đơn "Muwop" (hợp tác với Gucci Mane). Cả hai bài hát sau đó đã được chứng nhận bạch kim và đều trong album đầu tay Queen of da Souf.  Album phát hành này vào tháng 8/2020, phiên bản cao cấp ra mắt 12 cùng năm. Năm 2022, nữ ca sĩ được biết tới rộng rãi hơn với đĩa đơn "Big Energy" từ album phòng thu thứ hai 777 (2022). Bài hát từng đạt hạng 3 trên Billboard Hot 100.
Latto từng nhận được một số đề cử như: "Nghệ sĩ nhạc hip hop mới xuất sắc nhất" tại giải BET Hip Hop 2020, "Nữ nghệ sĩ Rap hàng đầu" tại  giải Âm nhạc Billboard 2022. Năm 2022, cô giành được một giải BET ở hạng mục "Nghệ sĩ mới xuất sắc nhất".

## Thời thơ ấu
Alyssa Michelle Stephens sinh ra ở thành phố Columbus, Ohio. Cha mẹ cô là ông Shayne Pitts và bà Misti Stephens. Khi cô được 2 tuổi, cả gia đình cô chuyển tới Atlanta, Georgia sống, cô lớn lên tại đây và theo học trường Trung học Lovejoy (Lovejoy High School). Ở trường, nữ ca sĩ thường bị bắt nạt vì có cha là người Mỹ gốc Phi còn mẹ là người da trắng, đây cũng là lý do mà cô chọn nghệ danh Miss Mulatto khi theo đuổi sự nghiệp âm nhạc (mulatto có nghĩa là người lai da trắng và da màu). Từ 10 tuổi, cô đã bắt đầu tập viết nhạc rap.